# Annequin Communal Cemetery
Annequin Communal Cemetery is een begraafplaats gelegen in de plaats Annequin in het Franse departement  Pas-de-Calais. De militaire graven worden onderhouden door de Commonwealth War Graves Commission.
De begraafplaats telt 9 geïdentificeerde Gemenebest graven, waarvan 8 uit de Eerste Wereldoorlog en een uit de Tweede Wereldoorlog.